# كواسي

الجزء العلوي من جناح الدجاج يظهر جميع مجموعات الريش الرئيسة

بنية عظام جناح الطائر تظهر نقاط اتصال الريشات.

الكَواسي أو الطِرَاق عند الطائر الصغيراتُ من الريش تغطي أصول الكبيرات منه. تساعد الكواسي على تسهيل تدفق الهواء فوق الأجنحة والذيل.

## كواسي الأذن
كواسي الأذن ريش صغير خلف عين الطائر يغطي فتحة الأذن (أذن الطائر ليس لها سمات خارجية)

## كواسي الذيل

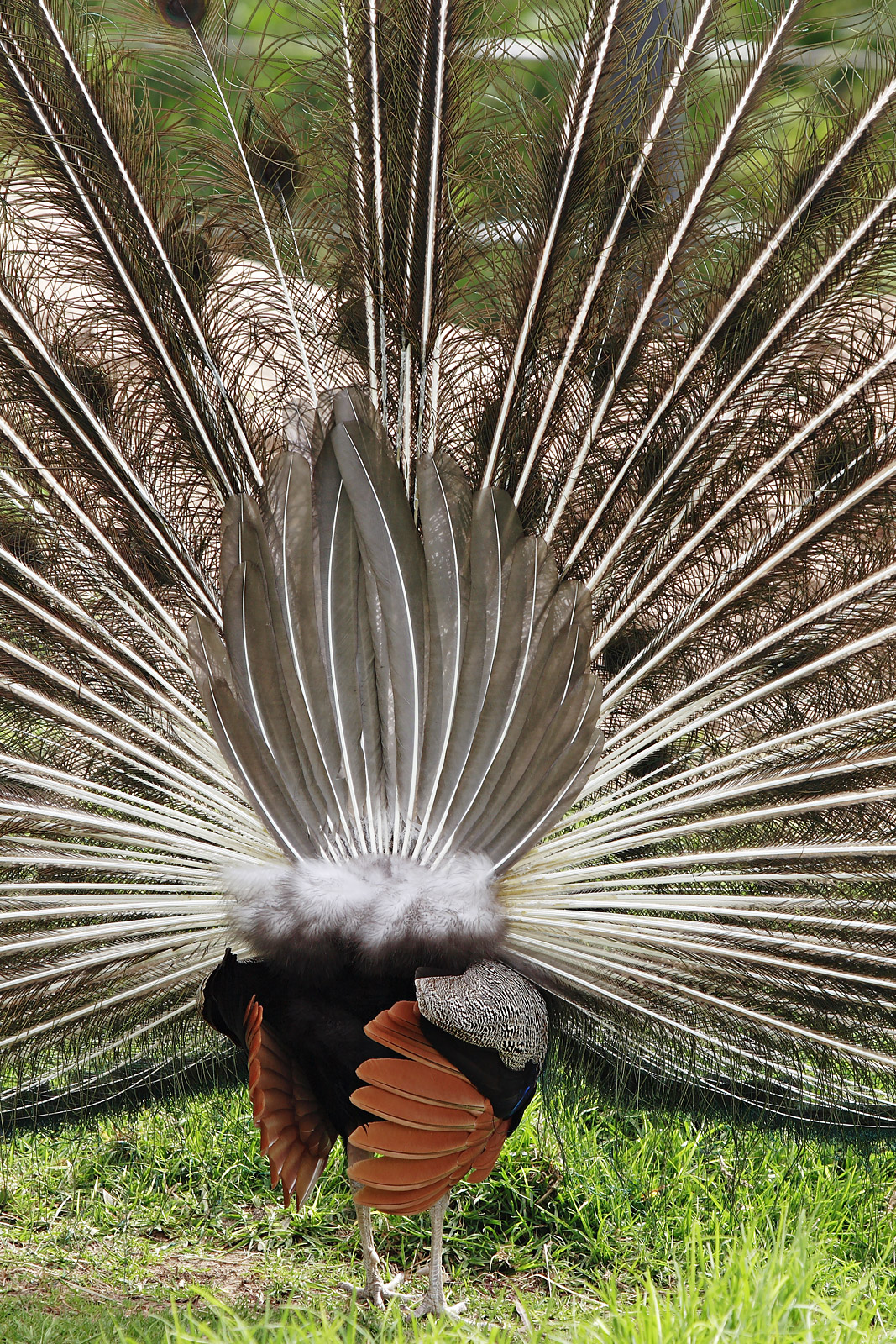
منظر خلفي للذيل الحقيقي لطاووس هندي وريش مستطيل علوي

تغطي الكواسي العليا والسفلى قاعدة ريش الذيل في الأعلى والأسفل. وتُسمى الكُسعة. في بعض الأحيان تكون هذه الأغطية أكثر تخصصًا. يتكون "ذيل" الطاووس من كواسي طويلة.